# Asarum mandshuricum
Asarum mandshuricum är en piprankeväxtart som först beskrevs av Carl Maximowicz, och fick sitt nu gällande namn av M.Kim & S.So. Asarum mandshuricum ingår i släktet hasselörter, och familjen piprankeväxter. Inga underarter finns listade i Catalogue of Life.